# Maria-Theresia de Moor-Van Sina
Maria-Theresia Desideria De Moor - Vansina (Antwerpen, 14 februari 1893 - Leuven, 22 april 1977) was een Belgisch politica voor de CVP.

## Levensloop
Maria Vansina was de dochter van goudborduurder Desire Vansina en van Marie-Thérèse Van Goubergen, ze was een zus van schrijver Dirk Vansina. Van 1916 tot 1919 studeerde ze wijsbegeerte en letteren aan de Katholieke Hogeschool voor Vrouwen in Antwerpen. Ze begon studies geneeskunde, maar zette die niet verder toen ze trouwde.
Tijdens de Eerste Wereldoorlog was ze verpleegster. Na de oorlog nam ze deel aan bijeenkomsten van intellectuele vrouwen, met onder meer Marie-Elisabeth Belpaire, Marie Gevers enz. Ze werd ook secretaris van de Katholieke Actie voor Vrouwen (1918). Ze trouwde in 1920 met Albert de Moor, arts (gediplomeerd van het Institut Pasteur in Parijs), directeur van het Provinciaal Instituut voor Hygiëne, overleden in 1948. Ze hadden zeven kinderen en ze gaf ze zelf huisonderricht in vervanging van de lagere school.
Tijdens de Tweede Wereldoorlog verleende ze diensten aan het Verzet. Onmiddellijk na de oorlog werd ze actief in de organisaties die koning Leopold III steunden. Ze werd lid en (als opvolgster van haar overleden echtgenoot) voorzitster van de Nationale Koninklijke Beweging, sectie Antwerpen. Tevens werd ze secretaris van het Nationaal Blok tot verdediging van Grondwet en Koning, arrondissement Antwerpen.
In juni 1950 werd ze verkozen, in het verlengde van de koningskwestie, tot CVP-Kamerlid voor het arrondissement Antwerpen en ze vervulde dit mandaat tot in maart 1961. Haar voornaamste aandachtspunten waren openbare gezondheid, oorlogsslachtoffers, landsverdediging en sociale zekerheid.